# Arabia Felix

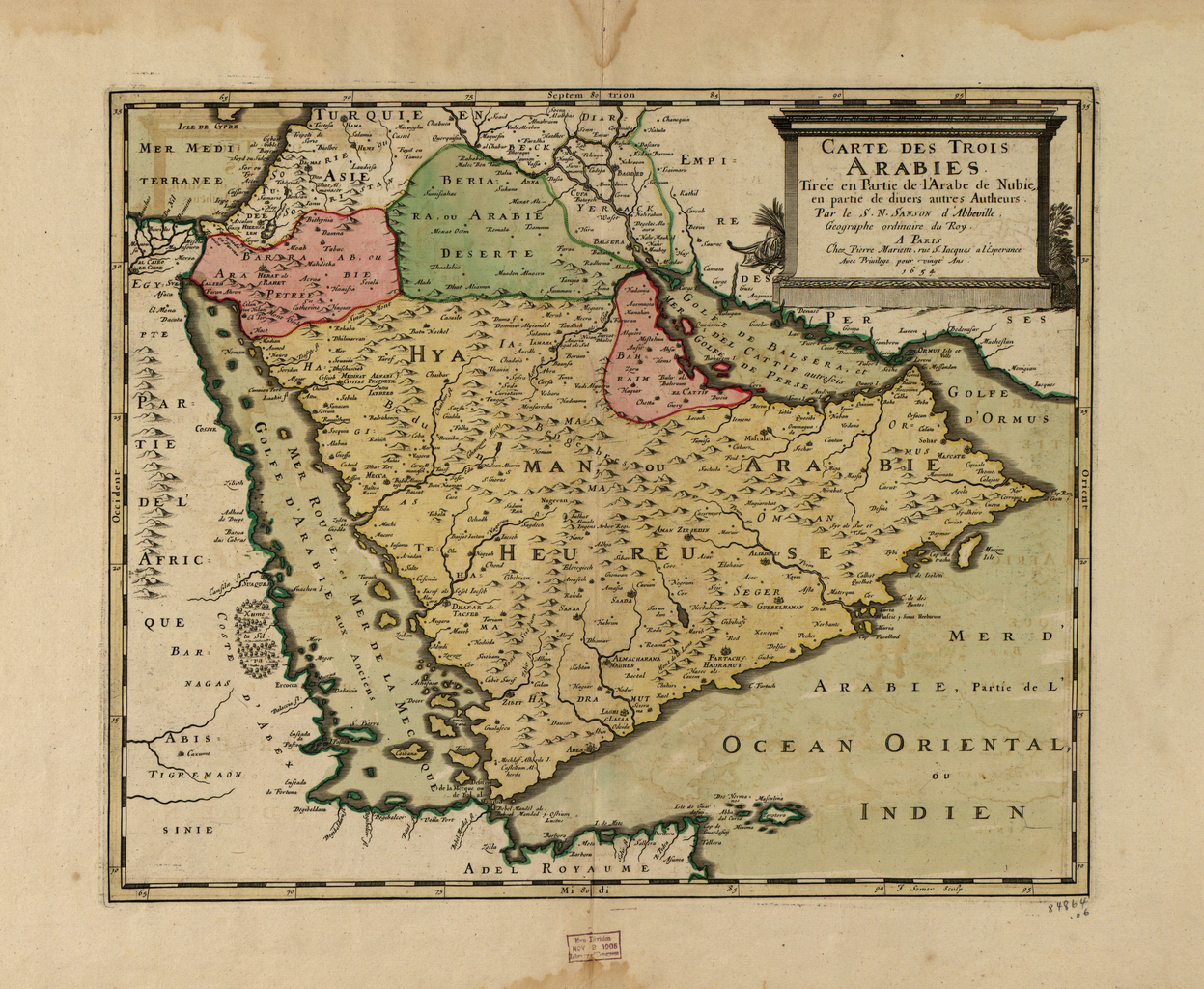
Französische "Karte der drei Arabien" von Nicolas Sanson, entstanden um 1654.

Arabia Felix (Glückliches Arabien) war der lateinische Name, der früher für die südliche Arabische Halbinsel verwendet wurde, ein Gebiet, das sich in etwa mit jenem der heutigen Staaten Jemen, Oman und der Vereinigten Arabischen Emirate sowie eines Teils Saudi-Arabiens deckt.

## Name
Felix bedeutet sowohl „glücklich“ als auch „fruchtbar“. Arabia Felix war eine von drei Regionen, in welche die Römer die Arabische Halbinsel einteilten: Arabia Deserta bzw. Arabia Magna (Wüstes Arabien/Großes Arabien) in der Mitte, Arabia Felix im Süden und Arabia Petraea im Norden. Der arabische Landesname Jemen (يمن, DMG Yaman) leitet sich vom Verb يَمَنَ, DMG yamana ‚glücklich sein‘ ab und bedeutet auch „südlich; rechte Hand, rechte Seite“.

## Erklärung
Die Südwestspitze der Halbinsel, welche wesentlich größere Niederschlagsmengen aufwies, war in der Antike deutlich grüner als heute und stellte einen krassen Kontrast zur Rub-al-Chali dar, die diesen Teil Arabiens hauptsächlich einnimmt. Somit waren die landwirtschaftlichen Bedingungen zur Bewirtschaftung von Feldern gegeben, wenn auch teilweise Bewässerungsanlagen nötig waren. Bekanntestes Beispiel ist der Staudamm von Ma'rib. Auf den hohen Gipfeln (bis zu 3000 M. ü. M.) und Hängen können beträchtliche Mengen Nutzpflanzen angebaut werden, und die Wadis boten ebenfalls relativ günstiges Kulturland.
Um 26 v. Chr. führte Aelius Gallus auf Augustus’ Befehl ein Expeditionskorps nach Arabia Felix, das Unternehmen scheiterte jedoch.
Hauptgrund für den Reichtum und die Bedeutung der Region war ihr Fast-Monopol auf die Ausfuhr von Zimt und anderen Gewürzen; sowohl eigene Erzeugnisse als auch Importwaren aus Indien und dem Horn von Afrika. Auch die Weihrauchstraße begann hier.

## Eudaemon
Im ersten vorchristlichen Jahrhundert war die Hafenstadt Eudaemon (gewöhnlich mit dem modernen jemenitischen Aden gleichgesetzt) eine wichtige Verladestation für den Rotmeerhandel. Es wird im Periplus Maris Erythraei beschrieben, als habe es eine harte Zeit hinter sich:
Eudaemon in Arabien war einst eine voll entwickelte Stadt, als die Schiffe aus Indien nicht nach Ägypten kamen und die aus Ägypten nicht wagten, an weiter entfente Orte zu segeln, und nur bis hier kamen.
Neue Strecken im Handelsnetz, die während des ersten Jahrhunderts n. Chr.  erschlossen wurden, führten um den Zwischenhalt Eudaemon herum und überquerten direkt das Arabische Meer bis zur indischen Küste.
In Arabia Felix wurden auch Münzen geprägt, die sich in Gewicht und Gestaltung an griechischen und römischen Vorbildern orientierten.

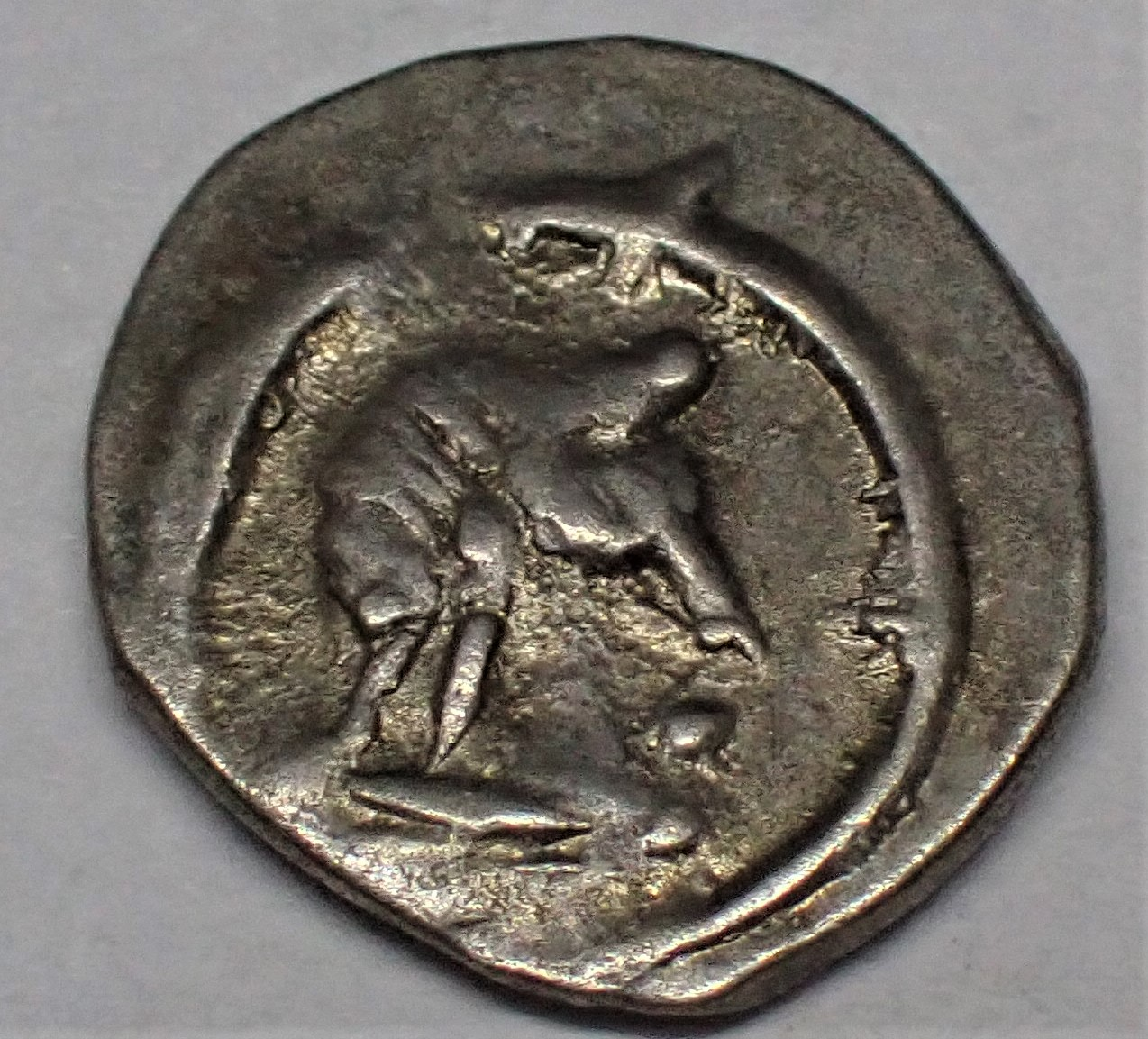

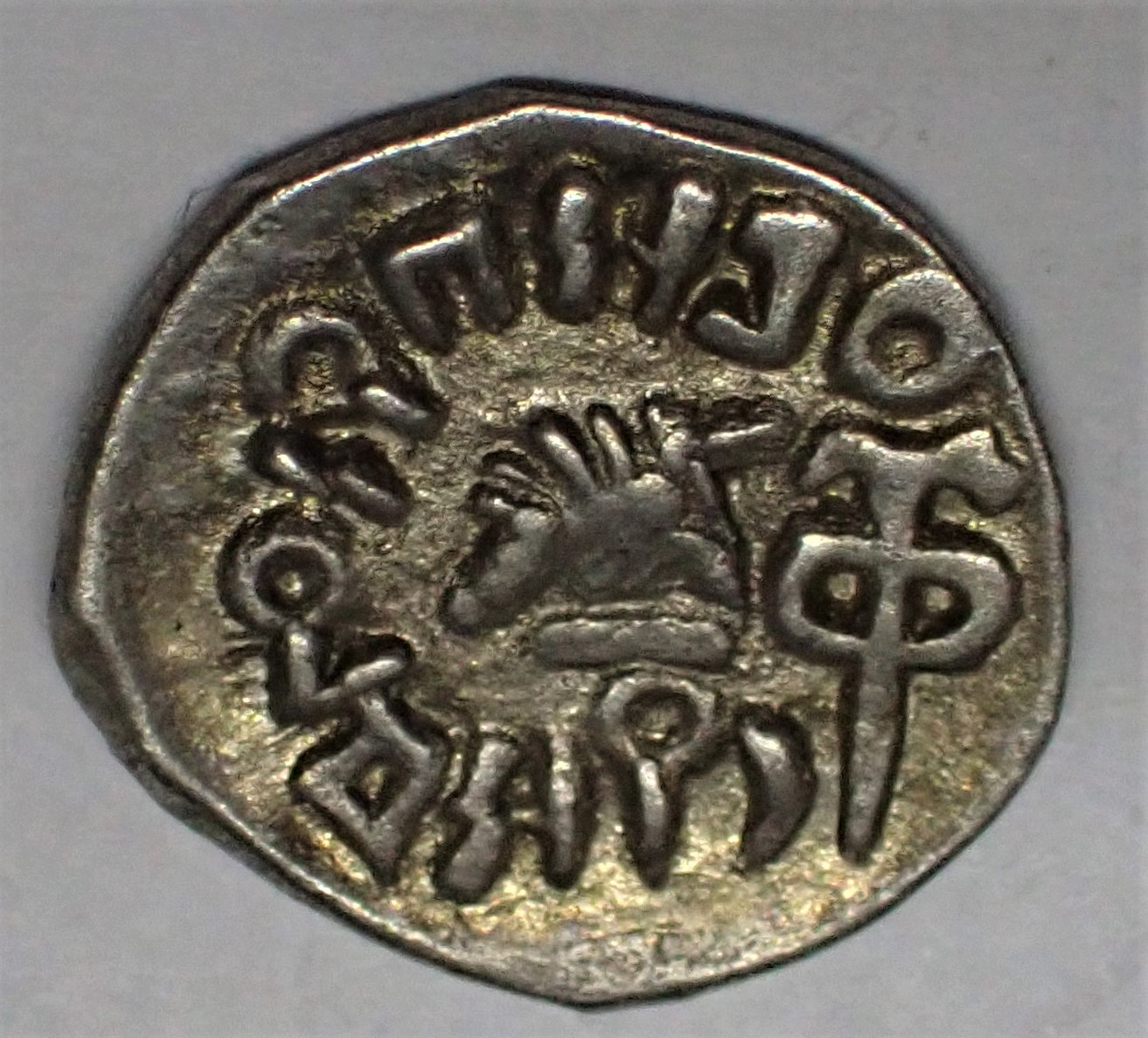